# Hymenocoleus subipecacuanha
Hymenocoleus subipecacuanha là một loài thực vật có hoa trong họ Thiến thảo. Loài này được (K.Schum.) Robbr. mô tả khoa học đầu tiên năm 1977.